# Badalgaon, Aurad
Badalgaon là một làng thuộc tehsil Aurad, huyện Bidar, bang Karnataka, Ấn Độ.